# Lis bengalski
Lis bengalski (Vulpes bengalensis) – gatunek drapieżnego ssaka z rodziny psowatych, występującego w Indiach, Pakistanie i Nepalu.

## Charakterystyka ogólna
Niewielki lis, o typowym dla lisów wyglądzie. Futro piaskowopomarańczowe, ogon puszysty, z ciemnym zakończeniem.

## Wymiary
długość ciała z głową, bez ogonaok. 45–60 cm
długość ogona25–35 cm

masa ciałaok. 2–3 kg

## Pokarm
Najczęściej żywi się owadami i małymi ssakami, poluje też na gnieżdżące się na ziemi ptaki. Nie stroni od pokarmu roślinnego (np. ciecierzycy).

## Rozród
Biologia rozrodu tych zwierząt jest słabo poznana. Ciąża trwa 53 dni, w miocie najczęściej 2-4 młodych.

## Tryb życia
Aktywny wieczorem i w nocy; w rejonach o klimacie umiarkowanym aktywny w ciągu dnia, szczególnie w okresie zachmurzeń i deszczów. Żyje w stałych parach, ale poluje pojedynczo. Zamieszkuje dwa rodzaje nor: krótką i prostą, z dwoma wejściami, do chwilowego odpoczynku, i długą, krętą z wieloma wejściami, w której przebywa z młodymi. Okolicę nory często znakuje odchodami.

## Biotop
Zamieszkuje półpustynie i cierniste zarośla Pakistanu, Indii i Nepalu.

## Status
Status lisa bengalskiego może się zmienić i choć obecnie gatunek ten nie jest zagrożony, to ekspansja terenów rolniczych może ograniczyć jego występowanie do obszarów wyżynnych i górskich. Innym poważnym zagrożeniem są urządzane dla rozrywki polowania.